# Loriol-sur-Drôme
Loriol-sur-Drôme est une commune française située dans le département de la Drôme en région Auvergne-Rhône-Alpes.

## Géographie

### Localisation
La commune de Loriol est située dans la vallée du Rhône, entre Valence et Montélimar.

### Relief et géologie
Sites particuliers :

### Hydrographie
La commune est arrosée par les cours d'eau suivants :
- la Drôme ;
- le Canal du Moulin ;
- le Rhône ;
- le Ruisseau de la Gardette ;
- Vaucourte.

### Climat
Pour des articles plus généraux, voir Climat d'Auvergne-Rhône-Alpes et Climat de la Drôme.
En 2010, le climat de la commune est de type climat méditerranéen altéré, selon une étude du CNRS s'appuyant sur une série de données couvrant la période 1971-2000. En 2020, Météo-France publie une typologie des climats de la France métropolitaine dans laquelle la commune est exposée à un climat méditerranéen et est dans une zone de transition entre les régions climatiques « Moyenne vallée du Rhône » et « Provence, Languedoc-Roussillon ». 
Pour la période 1971-2000, la température annuelle moyenne est de 13 °C, avec une amplitude thermique annuelle de 17,9 °C. Le cumul annuel moyen de précipitations est de 880 mm, avec 6,6 jours de précipitations en janvier et 4,4 jours en juillet. Pour la période 1991-2020, la température moyenne annuelle observée sur la station météorologique de Météo-France la plus proche, « Livron »sur la commune de Livron-sur-Drôme à 3 km à vol d'oiseau, est de 13,5 °C et le cumul annuel moyen de précipitations est de 917,0 mm,. Pour l'avenir, les paramètres climatiques de la commune estimés pour 2050 selon différents scénarios d'émission de gaz à effet de serre sont consultables sur un site dédié publié par Météo-France en novembre 2022.
| Mois                                  | jan.             | fév.             | mars            | avril         | mai           | juin           | jui.          | août          | sep.           | oct.            | nov.            | déc.             | année      |
| ------------------------------------- | ---------------- | ---------------- | --------------- | ------------- | ------------- | -------------- | ------------- | ------------- | -------------- | --------------- | --------------- | ---------------- | ---------- |
| Température minimale moyenne (°C)     | 1,4              | 1,5              | 4               | 6,7           | 10,4          | 13,8           | 15,5          | 15,1          | 11,9           | 9,1             | 4,9             | 2,2              | 8          |
| Température moyenne (°C)              | 5                | 6                | 9,7             | 12,8          | 16,7          | 20,4           | 22,6          | 22,2          | 18,2           | 14,1            | 8,8             | 5,5              | 13,5       |
| Température maximale moyenne (°C)     | 8,5              | 10,4             | 15,4            | 18,8          | 23            | 27,1           | 29,6          | 29,4          | 24,5           | 19              | 12,8            | 8,9              | 18,9       |
| Record de froid (°C) date du record   | −15,1 07.01.1985 | −10,2 10.02.1986 | −10,7 02.03.05  | −2 05.04.1975 | 0 01.05.1976  | 3,9 04.06.1984 | 6,4 17.07.00  | 5 30.08.1986  | 2,3 30.09.1995 | −3,3 31.10.1997 | −9 23.11.1998   | −12,3 30.12.1976 | −15,1 1985 |
| Record de chaleur (°C) date du record | 20,3 10.01.15    | 22 24.02.20      | 27,1 25.03.1994 | 30,4 23.04.07 | 34,9 24.05.09 | 39,8 29.06.19  | 40,4 24.07.19 | 40,7 05.08.03 | 34,5 04.09.05  | 30 01.10.11     | 23,2 09.11.1984 | 20,6 18.12.1989  | 40,7 2003  |
| Précipitations (mm)                   | 63,5             | 41,6             | 48,4            | 75,9          | 82,8          | 56,1           | 56,3          | 68,8          | 108,7          | 131,9           | 123,8           | 59,2             | 917        |

## Urbanisme

### Typologie
Au 1er janvier 2024, Loriol-sur-Drôme est catégorisée petite ville, selon la nouvelle grille communale de densité à 7 niveaux définie par l'Insee en 2022.
Elle appartient à l'unité urbaine de Livron-sur-Drôme, une agglomération intra-départementale dont elle est une commune de la banlieue,. Par ailleurs la commune fait partie de l'aire d'attraction de Valence, dont elle est une commune de la couronne,. Cette aire, qui regroupe 71 communes, est catégorisée dans les aires de 200 000 à moins de 700 000 habitants,.

### Occupation des sols
L'occupation des sols de la commune, telle qu'elle ressort de la base de données européenne d’occupation biophysique des sols Corine Land Cover (CLC), est marquée par l'importance des territoires agricoles (66,9 % en 2018), en diminution par rapport à 1990 (74,7 %). La répartition détaillée en 2018 est la suivante : zones agricoles hétérogènes (43,3 %), cultures permanentes (23,5 %), forêts (11,8 %), zones urbanisées (9,8 %), zones industrielles ou commerciales et réseaux de communication (5,6 %), espaces ouverts, sans ou avec peu de végétation (3,2 %), eaux continentales (2,6 %), terres arables (0,1 %). L'évolution de l’occupation des sols de la commune et de ses infrastructures peut être observée sur les différentes représentations cartographiques du territoire : la carte de Cassini (XVIIIe siècle), la carte d'état-major (1820-1866) et les cartes ou photos aériennes de l'IGN pour la période actuelle (1950 à aujourd'hui).

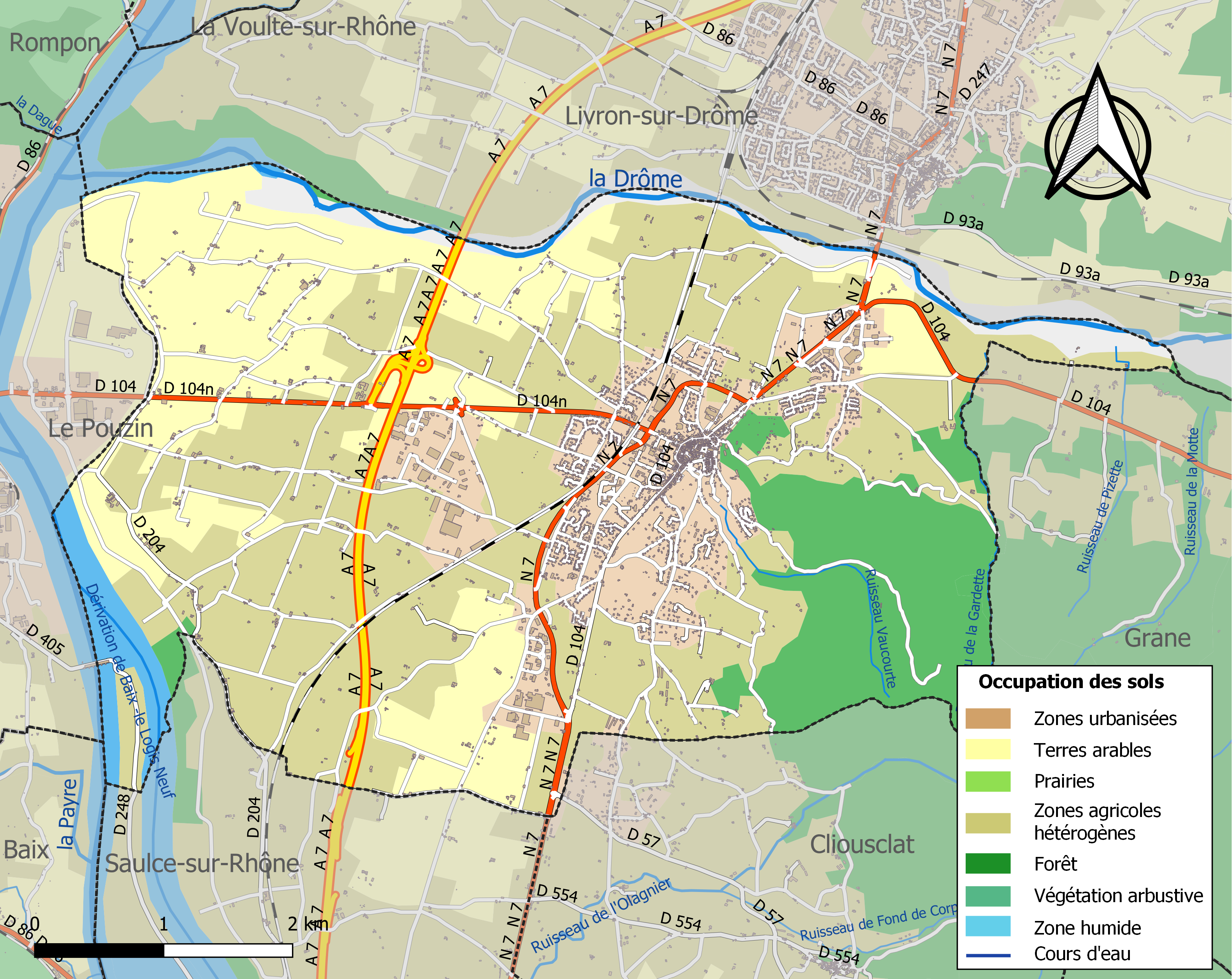
Carte des infrastructures et de l'occupation des sols de la commune en 2018 (CLC).

### Morphologie urbaine

#### Quartiers, hameaux et lieux-dits
Site Géoportail (carte IGN) :
- Beylieu
- Biguet
- Blanquinque
- Bois de Lagier
- Bon Rencontre
- Botte
- Bouchillon
- Bras
- Bras de Zil (aire de repos)
- Chaliat
- Champgrand
- Château de la Gardette
- Château de Vaucourte
- Couronne
- Deloche
- Ferme Barnier
- Ferme de la Gardette
- Ferme de la Gardette
- Flandin
- Fontenille
- Foussat
- Fraysse
- Gamaillet
- Ginoux
- Grange Vieille
- Jean Prat
- la Bourliette
- la Fierre
- la Jardinière
- la Maladière
- la Négociade
- la Poule
- la Serre
- la Villarde
- le Bac
- le Colombier
- le Marquis
- le Mas
- le Mas de Fontenille
- le Paradis
- le Petit Signol
- le Peyrou
- le Poête
- l'Ermite
- les Archipuits
- les Bartarelles
- les Blaches
- les Chabannes
- les Clots
- les Combes
- les Crozes
- les Daumes
- les Dauphins
- les Freydières
- les Grands Sablons
- les Hauches
- les Loriots
- les Meilles (nord)
- les Meilles (sud)
- les Pavillons
- les Petites Meilles
- les Roches
- les Sablons
- les Ventis
- les Vergnes
- le Tournol
- le Verger
- l'Haye
- Maison Achard
- Maison Barbier (nord)
- Maison Barbier (sud)
- Maison Blain
- Maison Bourbon
- Maison Broc
- Maison Brun
- Maison Brunel
- Maison Brunier
- Maison Carle
- Maison Chastel
- Maison Clutier
- Maison Coulon
- Maison Courty (est)
- Maison Courty (ouest)
- Maison Cros
- Maison Daronne
- Maison Dèfres
- Maison Delaitre
- Maison Duc
- Maison Dufau
- Maison Faisant
- Maison Fereyre
- Maison Ferrier
- Maison Ferrotin
- Maison Fuzier
- Maison Girard
- Maison Laffond
- Maison Lespets
- Maison Martin
- Maison Meyre
- Maison Molière
- Maison Mourier
- Maison Nicolas
- Maison Pélerin
- Maison Pitt
- Maison Planchon
- Maison Planet
- Maison Pommier
- Maison Reynaud (est)
- Maison Reynaud (ouest)
- Maison Rober
- Maison Rolland
- Maison Sagnol
- Maison Seauve
- Maison Soulier
- Maison Trouiller
- Maison Vaneille (est)
- Maison Vaneille (ouest)
- Maison Vey
- Maison Vignon
- Marnas
- Massebœuf
- Merlier
- Mourier
- Mussel
- Pampelonne
- Pommier
- Pont de Carrosse
- Pont du Commandant Henri Haure
- Puypetit
- Ribes
- Riboulin
- Saint-Brancas
- Saint-Fons
- Saint-Martin
- Saint-Pierre
- Signol
- Terre Glaise
- Vaucourte
- Veyras

### Voies de communication et transports
La commune est desservie par la route nationale N 7 et les routes départementales D 104, D 104n, D 204 et D 248.
L'autoroute A7 traverse la commune qui dispose d'une sortie  16 Loriol-sur-Drôme.

## Toponymie
La commune se nomme L'Auriòu de Droma en provençal[réf. nécessaire].

### Attestations
Dictionnaire topographique du département de la Drôme :
- 1157 : castrum Aureoli (Gall. christ., XVI, 104).
- 1184 : Auriol (cartulaire de Saint-Chaffre, 37).
- 1238 : castrum Aurioli (Gall. christ., XVI, 114).
- XIVe siècle : mention de la paroisse : capella Aureoli (pouillé de Valence).
- 1397 : castrum Aurroli (Ordonnances des rois de France, VIII, 136).
- 1442 : Auriolum (choix de documents, 276).
- 1449 : Lauriollum (inventaire de Vernaison).
- 1450 : in gado Auriolorum (inventaire de Saint-Apollinaire [Valence], 440).
- 1513 : Ouriolium (archives de la Drôme, E 2257).
- 1516 : Horiol sur la Rivière de Drome (Bibl. nat., mss. français n° 2088).
- 1540 : mention de la paroisse : cura Aurioly (rôle de décimes).
- 1575 : Lhoriol (Mém. des frères Gay).
- 1587 : L'Oriol (correspondance de Lesdiguières, III, 57).
- 1589 : Lauriol (correspondance de Lesdiguières, III, 57).
- 1891 : Loriol, chef-lieu de canton de l'arrondissement de Valence.

En 1936, la commune devient Loriol-sur-Drôme[réf. nécessaire].

### Étymologie
L'oiseau qui figure sur le blason de la commune est un loriot doré, oriolus oriolus, "altération de l'ancien français l'oriol, du latin aureolus.
En provençal, l'oiseau et la commune sont appelés Auriòu.

## Histoire

### Antiquité: les Gallo-romains
Présence romaine.
L'empereur Aurélien aurait construit un camp qui se transformera en forteresse à l'époque médiévale[réf. nécessaire].

### Du Moyen Âge à la Révolution

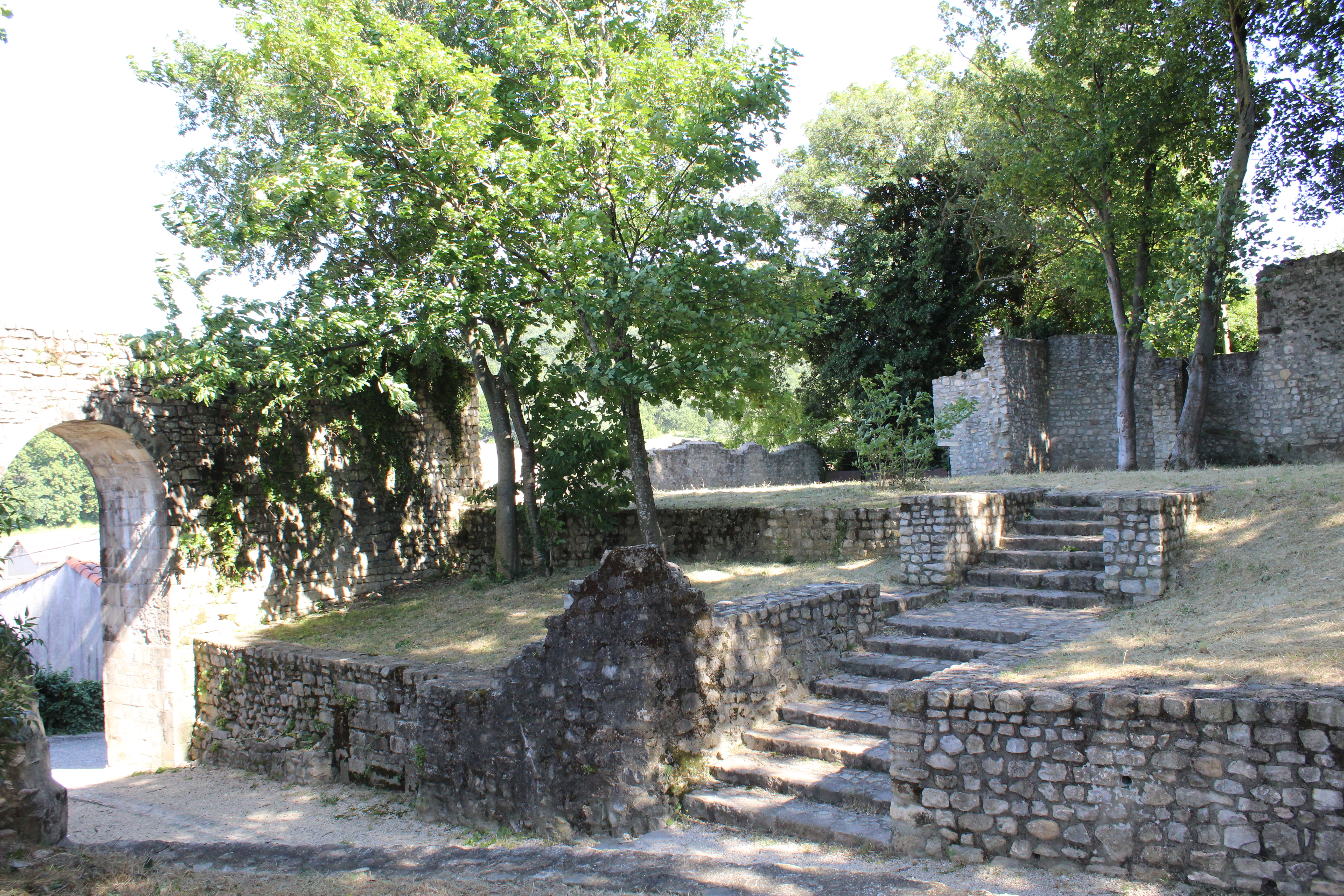
Vestiges des remparts.

La seigneurie : au point de vue féodal, Loriol était du domaine temporel des évêques de Valence à qui la possession de cette terre fut confirmée par l'empereur Frédéric 1er en 1157.
Les guerres de Religion dévastent le château. Il ne reste pratiquement rien des remparts de la ville[réf. nécessaire]. Les protestants y soutinrent avec succès un siège de sept mois contre le roi Henri III.
1688 (démographie) : 260 familles.
1789 (démographie) : 520 chefs de familles.
Avant 1790, Loriol était une communauté de l'élection, subdélégation et bailliage de Valence.

Elle formait une paroisse du diocèse de Valence dont l'église, dédiée à saint Romain, était celle d'un prieuré de l'ordre de Saint-Benoit, filiation de Cluny, sécularisé dès le XIVe siècle et supprimé vers la fin du XVIe siècle, dont les dîmes appartenaient à l'évêque diocésain.

### De la Révolution à nos jours
En 1790, Loriol devient le chef-lieu d'un canton de l'arrondissement de Valence, comprenant, avec la commune de ce nom, celles de Cliousclat, de Livron et de Mirmande, et plus tard, par le fait d'érection nouvelle, celle de Saulce.
2 avril 1815 : la commune est le théâtre du Combat de Loriol entre les troupes royalistes du duc d'Angoulême et les bonapartistes commandés par le général César Alexandre Debelle. Les royalistes remportent la victoire[réf. nécessaire].
- Affrontement des troupes royales et des gardes nationaux lors du retour de Napoléon Ier de l'île d'Elbe[17].

#### Seconde Guerre mondiale

##### Le camp d'internement
En octobre 1939, un camp d'internement ouvre à Loriol. On y emprisonne les étrangers dits « indésirables ». Ce sont 120 à 200 Allemands et Autrichiens ayant fui le régime nazi, mais que la Troisième République considère comme potentiellement dangereux car sujets ennemis. Ceux qui sont envoyés à Loriol sont âgés, inaptes au travail.
Le 28 février 1940, le camp reçoit les derniers occupants du camp d'Arandon (38). En juin 1940, l'avancée foudroyante de la Wehrmacht provoque son évacuation vers le camp du Cheylard. Ils sont logés dans l'ancienne usine chimique Serre, rachetée par Rhône-Poulenc en 1918 et fermée en 1930, sans aucune hygiène. En août, le camp rouvre mais cette fois avec 103 « prestataires », des étrangers effectuant des travaux forcés. Ils sont employés à des coupes de bois ou des travaux agricoles. Parmi ces internés de force se trouvent des intellectuels anti-nazis tels que Max Ernst.
En janvier 1941, une rafle parmi les communistes du département envoie 28 des leurs au camp de Loriol.
Grâce aux démarches de Jean Sauvageon, la ville de Loriol a édifié le 12 janvier 2017 une stèle à l'emplacement du camp.

##### Les bombardements
Au cours de la Seconde Guerre mondiale, Loriol fut lourdement touchée par le bombardement des Alliés en août 1944.

#### Histoire récente
29 novembre 2002 : une voiture fauche les sapeurs-pompiers de Loriol en intervention sur l'autoroute A7, faisant 4 morts et 1 disparu (le corps d'un des pompiers, tombé dans la Drôme, a été retrouvé 11 ans plus tard). Le conducteur de la voiture, âgé de 81 ans au moment des faits, et qui roulait à plus de 150 km/h sur une section limitée à 90 km/h en raison de travaux, a été condamné en 2005 à cinq ans de prison, dont deux ans ferme.

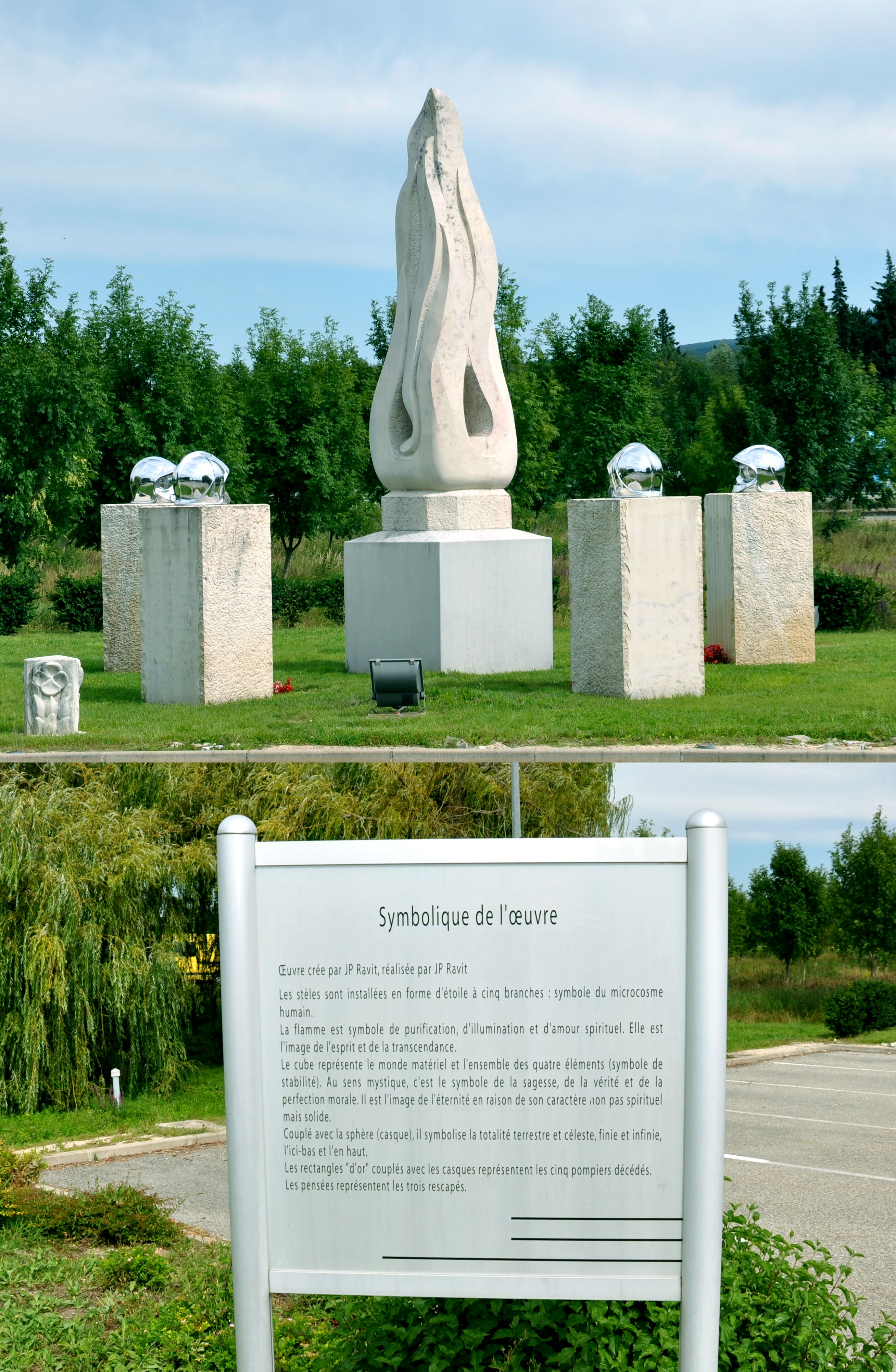
Mémorial des Pompiers.
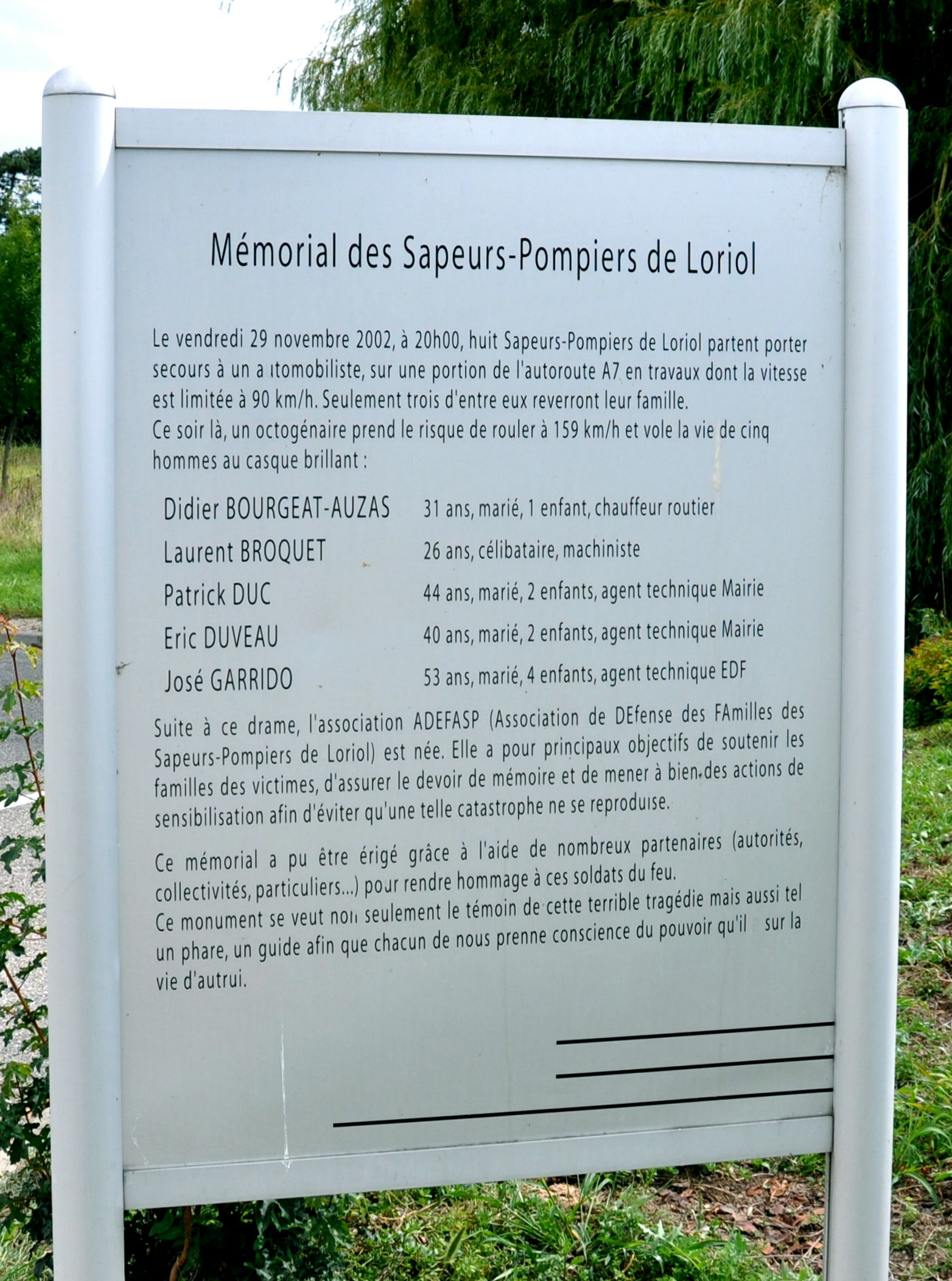
Plaque du mémorial.

## Politique et administration

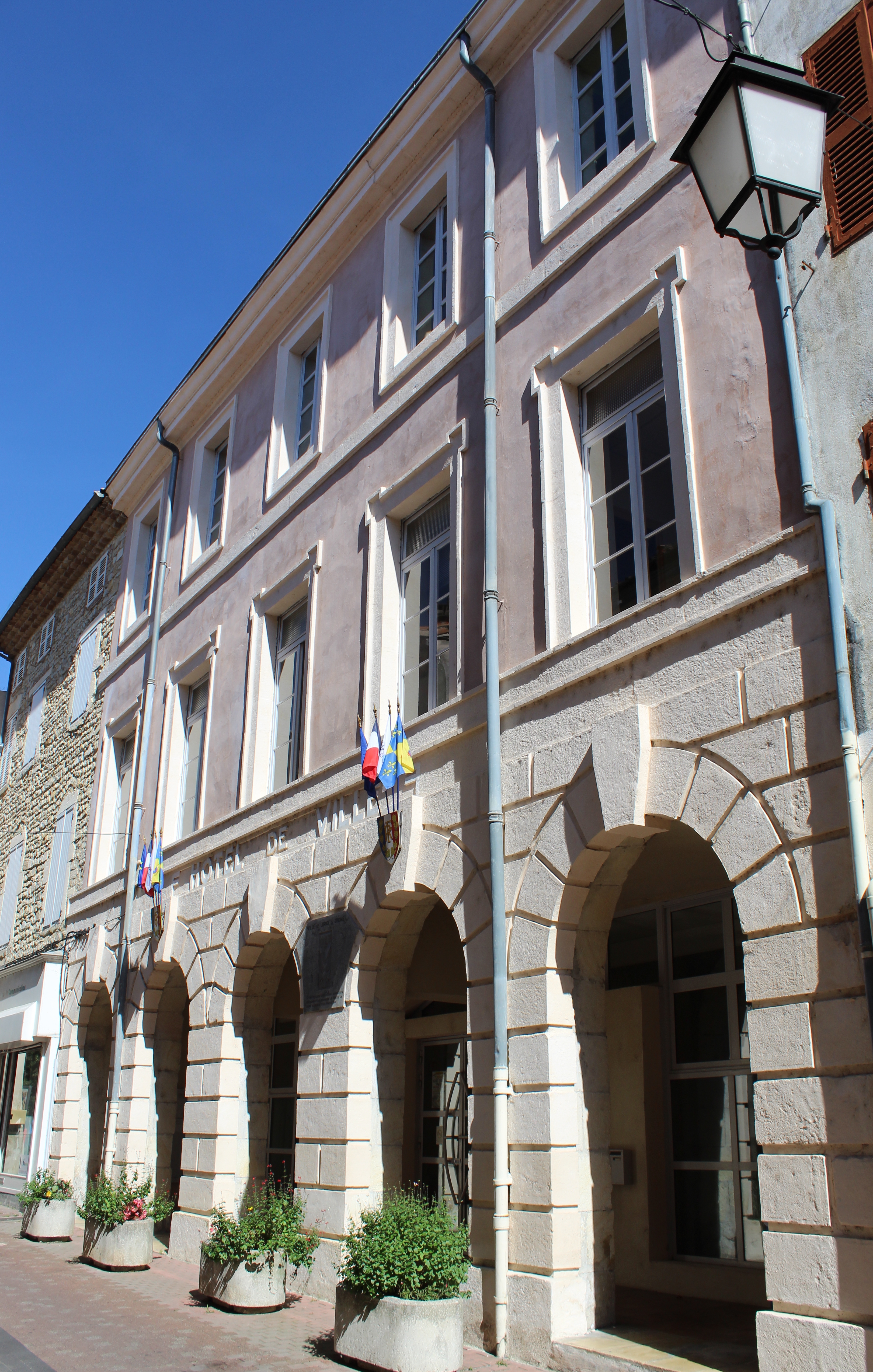
La mairie.

### Administration municipale
Le nombre d'habitants au dernier recensement étant compris entre 5 000 et 9 999, le nombre de membres du conseil municipal est de 29.
À l'issue de l'élection municipale de 2020, le conseil municipal est composé du maire, de 8 adjoints et de 20 conseillers municipaux.

### Liste des maires
| Période                                                                      | Période                    | Identité                           | Étiquette    | Qualité                                                        |
| ---------------------------------------------------------------------------- | -------------------------- | ---------------------------------- | ------------ | -------------------------------------------------------------- |
| Les données manquantes sont à compléter. : de la Révolution au Second Empire |                            |                                    |              |                                                                |
| 1790                                                                         | ?                          | ?                                  |              |                                                                |
| ?                                                                            | ?                          | Louis François d'Arbalestier       |              | député (1830 → 1831)                                           |
| ?                                                                            | 1871                       | ?                                  |              |                                                                |
| Les données manquantes sont à compléter. : depuis la fin du Second Empire    |                            |                                    |              |                                                                |
| 1871                                                                         | 1874                       | ?                                  |              |                                                                |
| 1874                                                                         | 1878                       | ?                                  |              |                                                                |
| 1878                                                                         | 1884                       | ?                                  |              |                                                                |
| 1884                                                                         | 1888                       | ?                                  |              |                                                                |
| 1888                                                                         | 1892                       | ?                                  |              |                                                                |
| 1892                                                                         | 1896                       | ?                                  |              |                                                                |
| 1896                                                                         | 1900                       | ?                                  |              |                                                                |
| 1900                                                                         | 1904                       | ?                                  |              |                                                                |
| 1904                                                                         | 1908                       | ?                                  |              |                                                                |
| 1908                                                                         | 1912                       | ?                                  |              |                                                                |
| 1912                                                                         | 1919                       | ?                                  |              |                                                                |
| 1919                                                                         | 1925                       | ?                                  |              |                                                                |
| 1925                                                                         | 1929                       | ?                                  |              |                                                                |
| 1929                                                                         | 1935                       | ?                                  |              |                                                                |
| 1935                                                                         | 1945                       | ?                                  |              |                                                                |
| 1945                                                                         | 1947                       | ?                                  |              |                                                                |
| 1947                                                                         | 1953                       | ?                                  |              |                                                                |
| 1953                                                                         | 1959                       | ?                                  |              |                                                                |
| 1959                                                                         | 1965                       | ?                                  |              |                                                                |
| 1965                                                                         | 1971                       | Marcel Roinat                      |              | Instituteur                                                    |
| 1971                                                                         | 1977                       | Marie-Jehanne Battesti             |              | pharmacienne                                                   |
| 1977                                                                         | 1983                       | Marie-Jehanne Battesti             |              | maire sortante                                                 |
| 1983                                                                         | 1989                       | Pierre Martin                      | PS           |                                                                |
| 1989                                                                         | 1995                       | Pierre Martin                      |              | maire sortant                                                  |
| 1995                                                                         | 2001                       | Jacques Ladègaillerie              | DVD puis UDI | conseiller général du canton de Loriol-sur-Drôme (2001 → 2015) |
| 2001                                                                         | 2008                       | Jacques Ladègaillerie              |              | maire sortant                                                  |
| 2008                                                                         | 2014                       | Jacques Ladègaillerie              |              | maire sortant                                                  |
| 2014                                                                         | 2020                       | Claude Aurias                      | UDI          | agriculteur conseiller régional délégué à la Forêt et au Bois  |
| 2020                                                                         | En cours (au 20 mars 2022) | Claude Aurias[source insuffisante] |              | maire sortant                                                  |

### Politique environnementale
La commune dispose d'une station de traitement des eaux et d'une déchetterie.

#### Villes et villages fleuris
En 2014, la commune obtient le niveau « une fleur » au concours des villes et villages fleuris.

### Jumelages
- Schwalmstadt (Allemagne)
- Tradate (Italie)

La commune de Loriol a également parrainé, sous l'égide de Renaud Vignal (ancien élu municipal et ancien ambassadeur de France en Roumanie) la commune de  Avramesti (Roumanie), toutefois, ce parrainage n'est plus en activité à ce jour[réf. nécessaire].

## Population et société

### Démographie
L'évolution du nombre d'habitants est connue à travers les recensements de la population effectués dans la commune depuis 1793. Pour les communes de moins de 10 000 habitants, une enquête de recensement portant sur toute la population est réalisée tous les cinq ans, les populations de référence des années intermédiaires étant quant à elles estimées par interpolation ou extrapolation. Pour la commune, le premier recensement exhaustif entrant dans le cadre du nouveau dispositif a été réalisé en 2004.

En 2022, la commune comptait 6 584 habitants, en évolution de +0,35 % par rapport à 2016 (Drôme : +2,64 %, France hors Mayotte : +2,11 %).
| 1793  | 1800  | 1806  | 1821  | 1831  | 1836  | 1841  | 1846  | 1851  |
| ----- | ----- | ----- | ----- | ----- | ----- | ----- | ----- | ----- |
| 1 839 | 2 392 | 2 344 | 2 458 | 3 048 | 3 340 | 3 460 | 3 530 | 3 588 |

| 1856  | 1861  | 1866  | 1872  | 1876  | 1881  | 1886  | 1891  | 1896  |
| ----- | ----- | ----- | ----- | ----- | ----- | ----- | ----- | ----- |
| 3 554 | 3 524 | 3 512 | 3 634 | 3 686 | 3 511 | 3 518 | 3 506 | 3 330 |

| 1901  | 1906  | 1911  | 1921  | 1926  | 1931  | 1936  | 1946  | 1954  |
| ----- | ----- | ----- | ----- | ----- | ----- | ----- | ----- | ----- |
| 3 108 | 3 136 | 3 012 | 3 112 | 3 168 | 3 057 | 2 800 | 2 685 | 2 886 |

| 1962  | 1968  | 1975  | 1982  | 1990  | 1999  | 2004  | 2006  | 2009  |
| ----- | ----- | ----- | ----- | ----- | ----- | ----- | ----- | ----- |
| 3 583 | 3 421 | 3 514 | 4 635 | 5 609 | 5 698 | 5 779 | 5 701 | 5 769 |

| 2014  | 2019  | 2022  | - | - | - | - | - | - |
| ----- | ----- | ----- | - | - | - | - | - | - |
| 6 305 | 6 616 | 6 584 | - | - | - | - | - | - |

### Enseignement
Loriol relève de l'académie de Grenoble.

### Manifestations culturelles et festivités
- Fête des bouviers et des laboureurs de la Drôme : le premier dimanche suivant la mi-carême[17].

### Loisirs
- Pêche et chasse[17].

### Sports
Loriol possède de nombreux clubs sportifs[réf. nécessaire] :
- Gymnastique : Groupe omnisports Loriolais (G.O.L.),
- Handball : HandBall Club Loriol (H.B.C.L),
- Judo-JuJitsu : Judo Club du Canton de Loriol,
- Rugby :Lovali XV,
- Tennis,
- Triathlon : Triathlon Club Val de Drôme (TCVD),
- Twirling-Bâton : Danse Twirl Club Loriol.

### Médias
Le territoire de la commune se situe dans l'aire de diffusion de plusieurs médias :
- Presse écrite
  - Le Dauphiné libéré, quotidien régional qui consacre, chaque jour, y compris le dimanche, dans son édition de « Romans et Drôme des collines » un ou plusieurs articles à l'actualité du canton et de la commune, ainsi que des informations sur les éventuelles manifestations locales, les travaux routiers, et autres événements divers à caractère local.
  - L'Agriculture Drômoise, journal d'informations agricoles et rurales, couvre l'ensemble du département de la Drôme.
  - Drôme Hebdo (ancien Peuple Libre), hebdomadaire chrétien d'informations.
- Presse audio-visuelle
  - Ici Drôme Ardèche est une radio publique diffusée sur son territoire et l'ensemble du territoire de la Drôme.

### Cultes
Culte catholique :
- Pèlerinage catholique de Sainte-Philomène[17].

Culte protestant :
- Église protestante évangélique Loriol Livron[34].
- Assemblée Chrétienne de Loriol[35].

## Économie

### Agriculture
En 1992 : céréales, fruits (coopérative fruitière), vignes (cave coopérative), ovins, porcins.
- Foires : premier vendredi de mars, troisième vendredi de mai, deuxième vendredi de septembre, troisième vendredi de décembre[17].

### Entreprises
- Barrage hydroélectrique de Loriol[1].
- Base Logistique ITM LAI (Intermarché Logistique Alimentaire Internationale) [36]
- Lafarge[37].

### Tourisme
- Syndicat d'initiative (en 1992)[17].
- Office de Tourisme (place de l'Église)[réf. nécessaire].

## Culture locale et patrimoine

### Lieux et monuments
- Restes de deux enceintes[réf. nécessaire].
- Église catholique Saint-Joseph[réf. nécessaire].
- Temple protestant : construit en 1805 à l'emplacement de l'ancien temple, détruit après la révocation de l'édit de Nantes (1685). C'est un bâtiment simple à double abside. Sa façade est ornée d'un fronton reposant sur deux colonnes à chapiteaux ornés[réf. nécessaire].
- Fontaine aménagée en lavoir en 1825[réf. nécessaire].
- La Gardette, maison forte remaniée au XVIe siècle[réf. nécessaire].

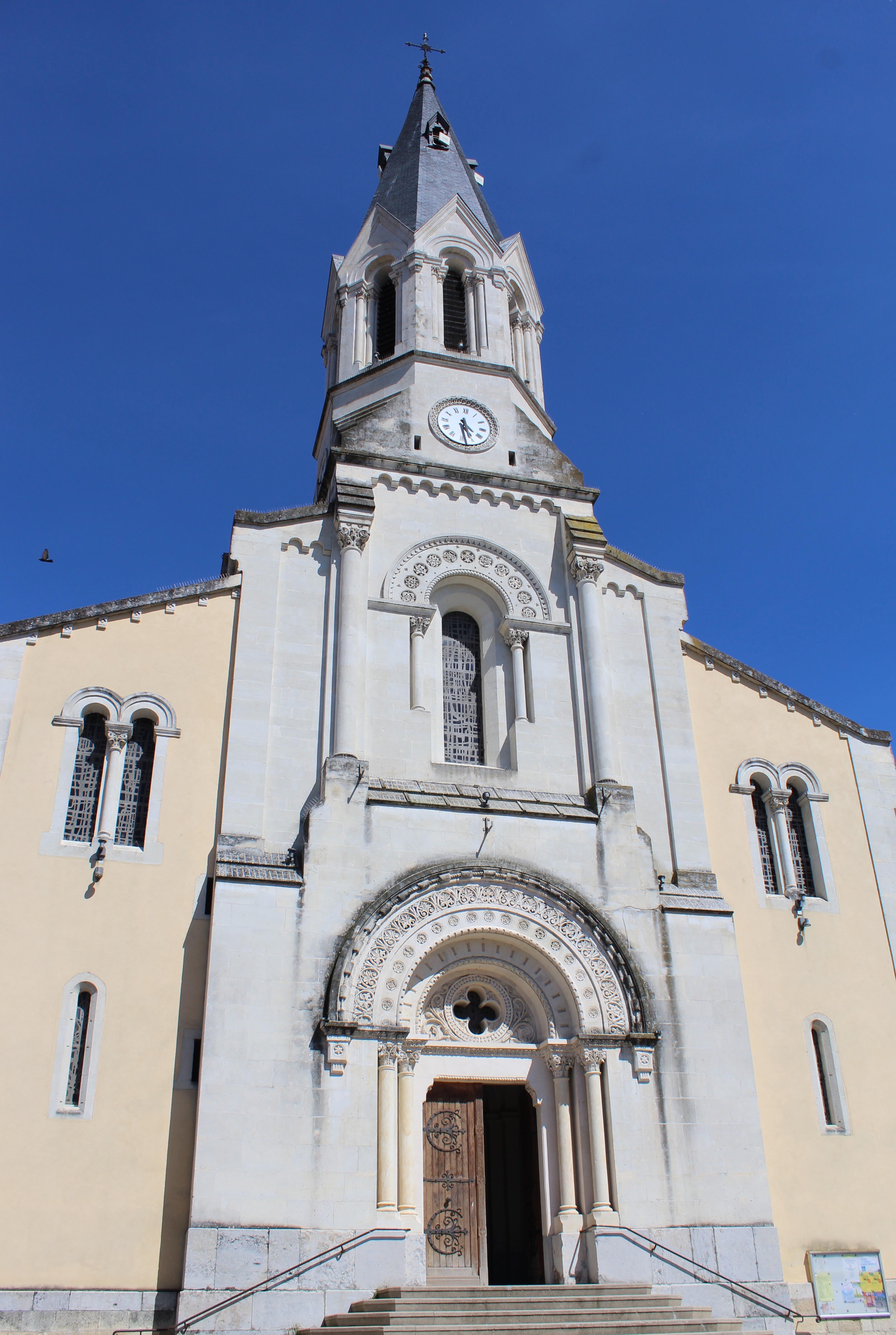
L'église Saint-Joseph.
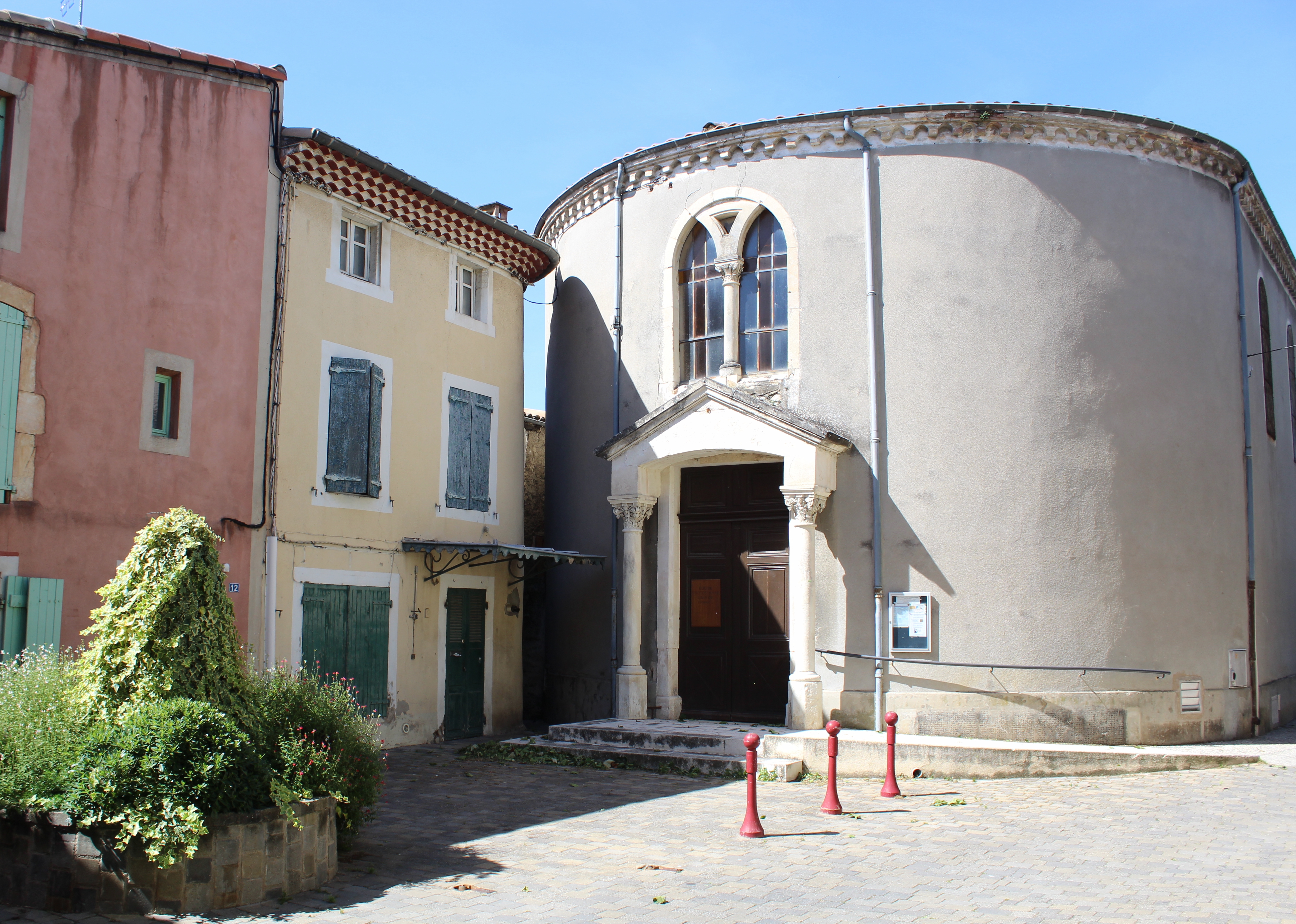
Le temple protestant.
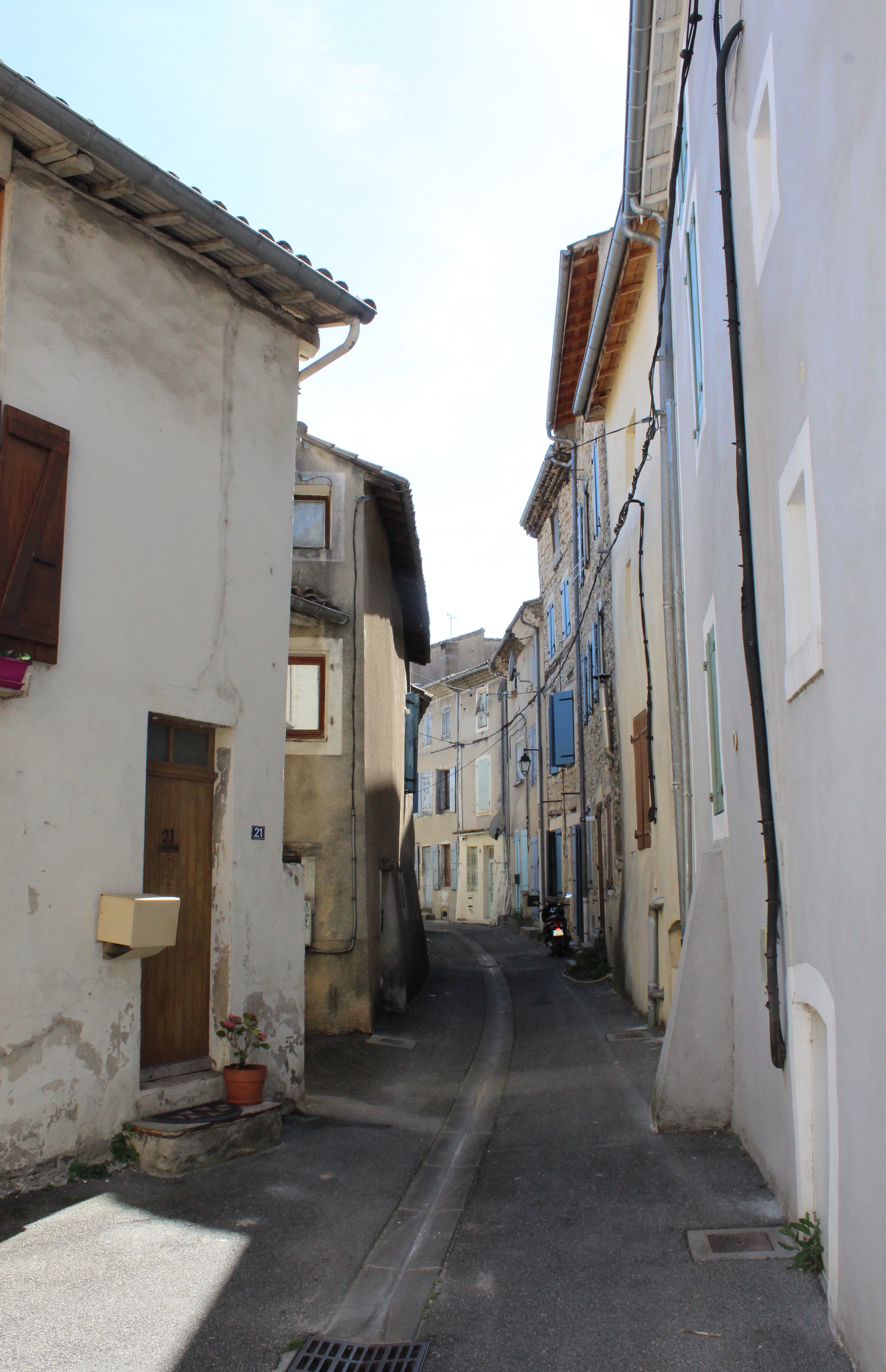
Une ruelle.
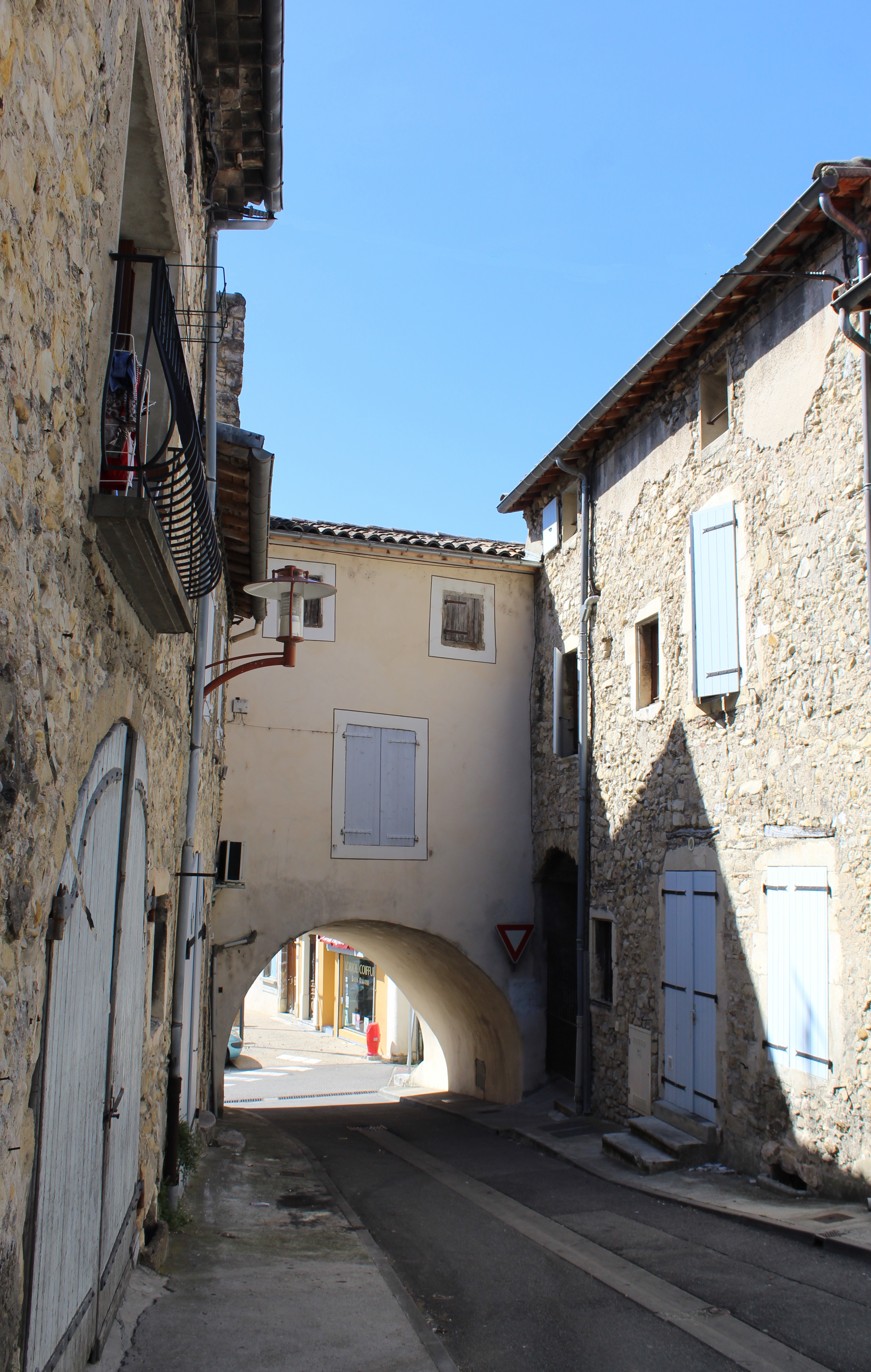
Passage couvert avec une habitation.
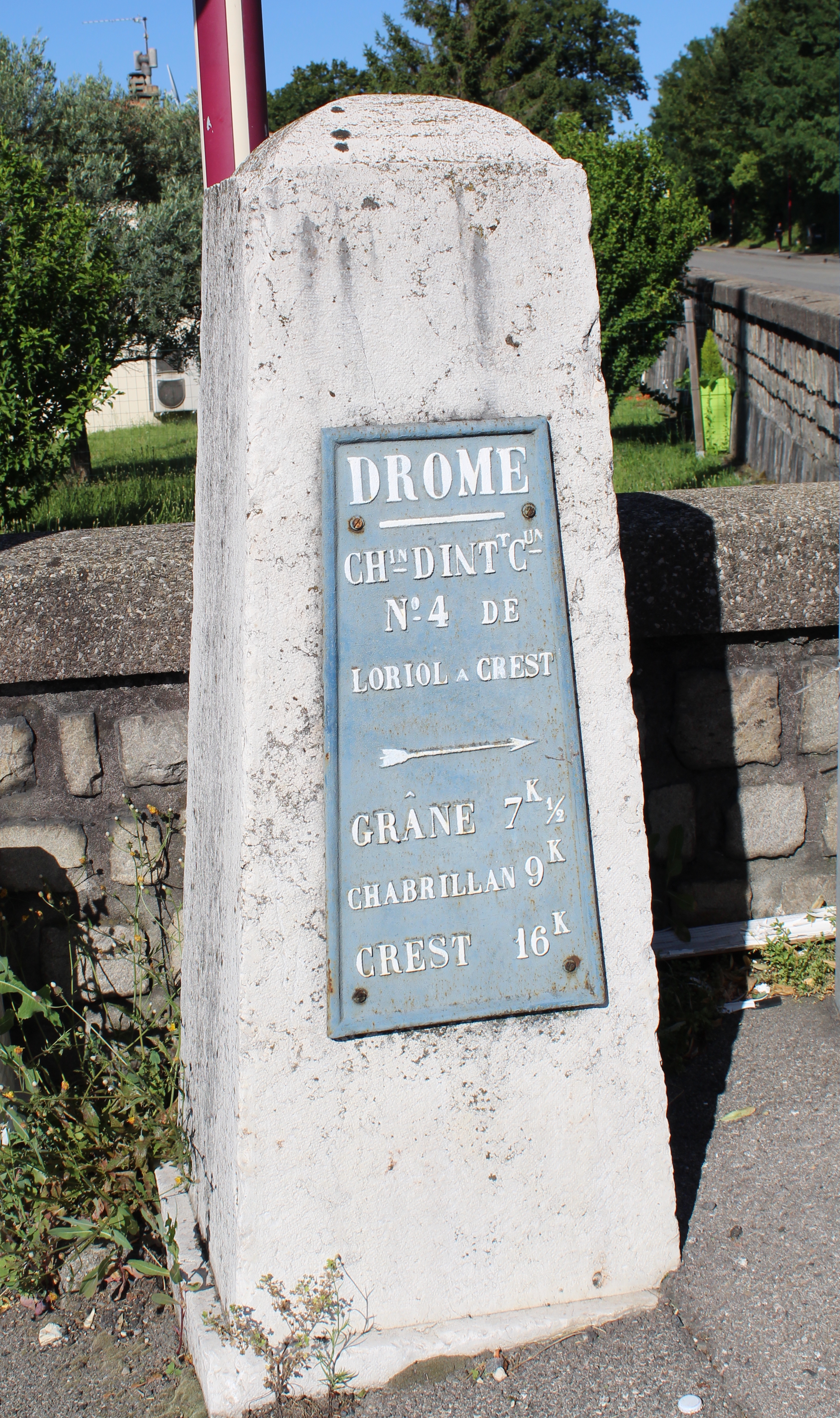
Ancienne borne avec plaque indicatrice en fonte, vestige de la Route nationale 7.
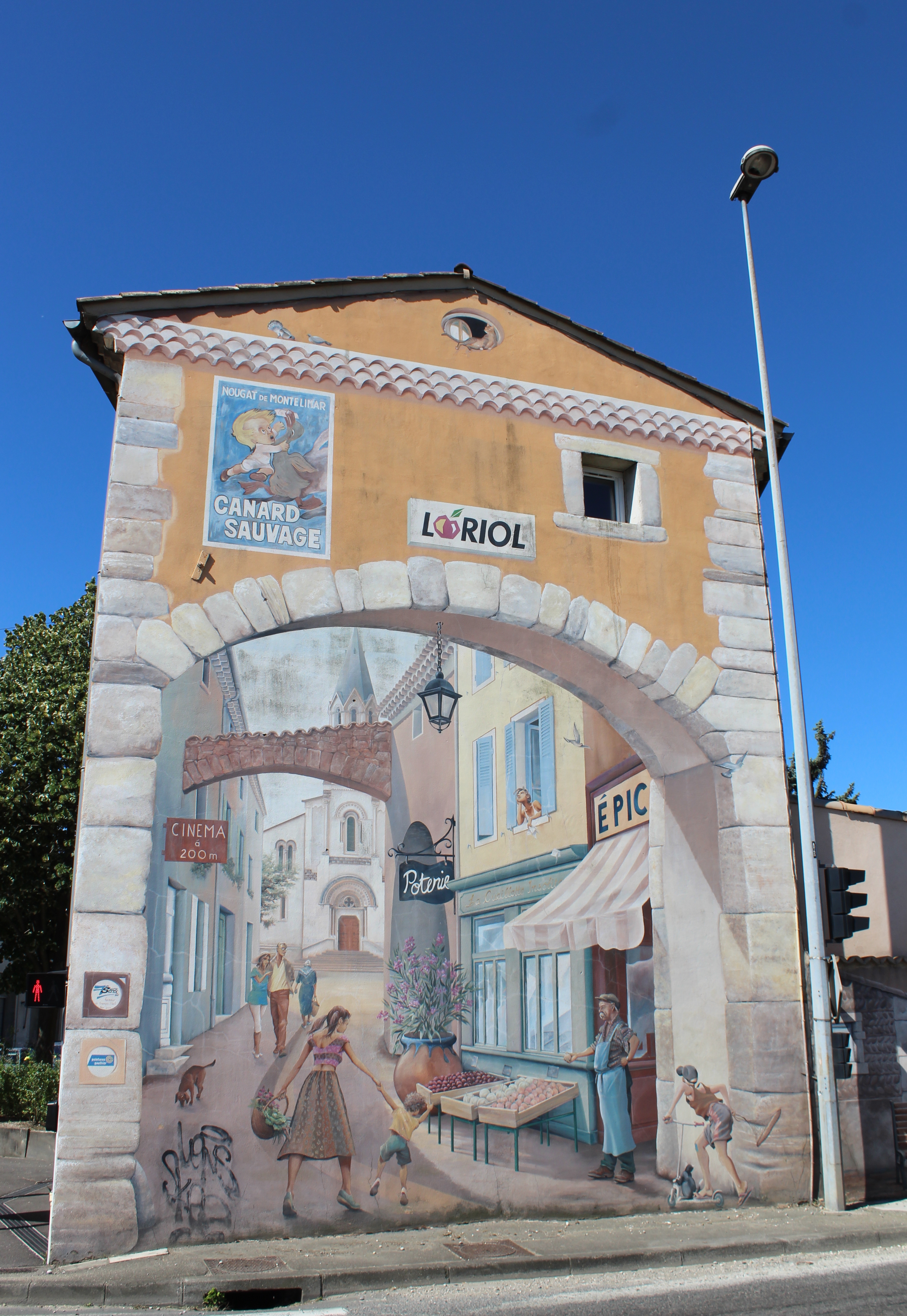
Peinture en trompe-l'œil à l'entrée du bourg.

### Patrimoine culturel
- Musée de l'Insolite[17], propriété du peintre Max Manent. Ce musée regroupe une collection d'objets étonnants : pipes anciennes, instruments de musique rares, épinglettes, art africain, affiches anciennes, objets humoristiques, etc..
- Une publicité peinte pour le nougat Canard Sauvage qui fut l'une des grandes entreprises de Loriol jusqu'en 1978[38].
- Un trompe-l'œil représentant la place de l'église[réf. nécessaire].
- Théâtre : Indice 2 Compagnie & Ecole, 207 avenue de la République. https://indice2.fr/ Création de spectacles professionnels et amateurs, enseignement, formation, ateliers à partir de 8 ans. Directrice artistique Lydia Héritier.
- Photographie : Egrégore Photographie. Collectif de photographes. Organisation d'expositions, stages.
- Maison des Associations « Allain Rouyer » (place Hannibal)[39].
- Maison pour Tous (12, avenue de la République)[réf. nécessaire].
- Association Brok'n Zik, puces vide-grenier le troisième dimanche du mois, dans le but d'offrir une scène à des groupes musicaux régionaux[40].

### Patrimoine naturel
- Panorama du belvédère de la Vierge[17].
- Lac Gravière[17].

### Personnalités liées à la commune
- François Antoine Joseph Ollivier (1762-1839), magistrat et homme politique né à Loriol, député de la Drôme de 1804 à 1815, puis de 1820 à 1823.
- Jean-Hugues Chancel (né en 1766 à Loriol ; mort en 1834) : colonel de la Révolution et du Premier Empire, défenseur de Huningue en 1814.
- Jacques-Romain Dupré (né en 1771 à Loriol ; mort en 1852) : soldat puis officier de la Révolution et de l'Empire.
- Amable Guy Blancard (né en 1774 à Loriol ; mort en 1853) : général d'Empire, baron d'Empire.
- Louis François d'Arbalestier (né en 1789 à Loriol ; mort en 1872 à Loriol) : maire de Loriol, député de la Drôme.
- Gustave Charles Bonaventure Chancel (né en 1822 à Loriol ; mort en 1890) : chimiste et recteur d'académie.
- Étienne Martin (né en 1913 à Loriol ; mort en 1995) : sculpteur.
- Renaud Vignal (1943-2007)  : ancien ambassadeur de France[41]. Ancien adjoint au maire de Loriol (1983-1995)[42].
- Jacques Ladègaillerie (né en 1944) : escrimeur (médaillé de bronze aux JO), ancien maire de Loriol et conseiller général de Loriol, conseiller départemental du canton de Loriol-sur-Drôme.
- Jean-Louis Boissier (né en 1945 à Loriol) : universitaire et plasticien français.
- Guillaume Gille (né en 1976) : handballeur, ancien international (équipe de France). Il a commencé sa carrière au club du HBC Loriol.
- Bertrand Gille (né en 1978), handballeur, international de l'équipe de France, débute au club de Loriol.

### Héraldique, logotype et devise
| Blason | Blasonnement : D’azur au loriot d'or. |